# José Gragera Amado
José Gragera Amado (Gijón, 14 de mayo de 2000) es un futbolista español que juega de centrocampista en el Real Club Deportivo de La Coruña de la Segunda División de España.

## Trayectoria
Se incorporó a la Escuela de fútbol de Mareo en 2008 procedente del Colegio de la Asunción. Debutó con el Real Sporting de Gijón "B", y en 2020 pasó a formar parte de la plantilla del primer equipo.
El 31 de enero de 2023 fichó por el Real Club Deportivo Espanyol por cinco temporadas y media. Debutó esa misma semana ante C. A. Osasuna en el que también era su estreno en la Primera División. Permaneció dos años y medio y en julio de 2025 fue cedido al R. C. Deportivo de La Coruña con una opción de compra.

## Selección nacional
Jugó con la selección de fútbol sub-19 de España el 14 de noviembre de 2018 contra Noruega un partido amistoso.

## Clubes
| Club                                  | País   | Año       |
| ------------------------------------- | ------ | --------- |
| Real Sporting de Gijón "B"            | España | 2017-2020 |
| Real Sporting de Gijón                | España | 2020-2023 |
| R. C. D. Espanyol                     | España | 2023-     |
| R. C. Deportivo de La Coruña (cedido) | España | 2025-     |